# Chrysler E-Class
Pour les articles homonymes, voir Classe E.
Ne doit pas être confondu avec Mercedes-Benz Classe E.
La Chrysler E-Class est une voiture de taille moyenne produite par Chrysler, introduite en 1983.

## Histoire
La Chrysler E-Class ciblait ceux qui voulaient une Chrysler de luxe à un prix plus abordable que la New-Yorker. Pour cette raison, la E-Class est la remplaçante de la Newport, qui avait été une Chrysler moins chère que la New-Yorker. La E-Class devait être appelée, à l'origine, la "Grand LeBaron", cependant, Chrysler a décidé de la nommer "E-Class", en référence à la nouvelle plate-forme E.
La E-Class est commercialisée avec un certain nombre de fonctionnalités et d'options, y compris un lecteur de cassette, une banquette avant divisée en 50/50 avec une console montée au centre des sièges, des garnitures intérieures en bois, une peinture extérieure bi-ton, des lève-vitres et serrures électriques et la climatisation. Les moteurs proposés étaient le 2.2 L atmosphérique, et le Mitsubishi 2.6 L. 1984 a vu le début de l'injection de carburant sur le moteur 2,2 L et un turbocompresseur Garrett AiResearch T-03 en option. De plus grands feux arrière enveloppant ont également été ajoutés pour 1984.
La E-Class n'a cependant pas eu le succès espéré. Les ventes de la plus chère New-Yorker ont été proche du double de la E-Class pour l'année 1984. Ses faibles ventes ont causé son retrait de la gamme Chrysler, après seulement deux ans sur le marché. Plutôt que de l'interrompre pour un modèle moins cher à vendre sur les lots Chrysler-Plymouth, Chrysler a donné à la voiture un rafraîchissement mineur (elle a perdu la calandre en cascade et l'ornement de capot pentastar en cristal) et l'a transférée à la gamme Plymouth, où elle est devenue la Caravelle pour 1985.

## Ventes
| Production | Production |
| Année      | Unités     |
| 1983       | 39 258     |
| 1984       | 32 237     |
| Total      | 71 495     |
| ---------- | ---------- |